# 灰狗巴士
灰狗巴士（英語：Greyhound Lines），又名「灰狗長途巴士」，是美國跨城市的長途商營巴士，客運服務遍及美國全境和墨西哥，開業於1914年美國明尼蘇達州希賓市，在1929年成為有限公司。現在的公司總部在德克薩斯州達拉斯。

## 範圍

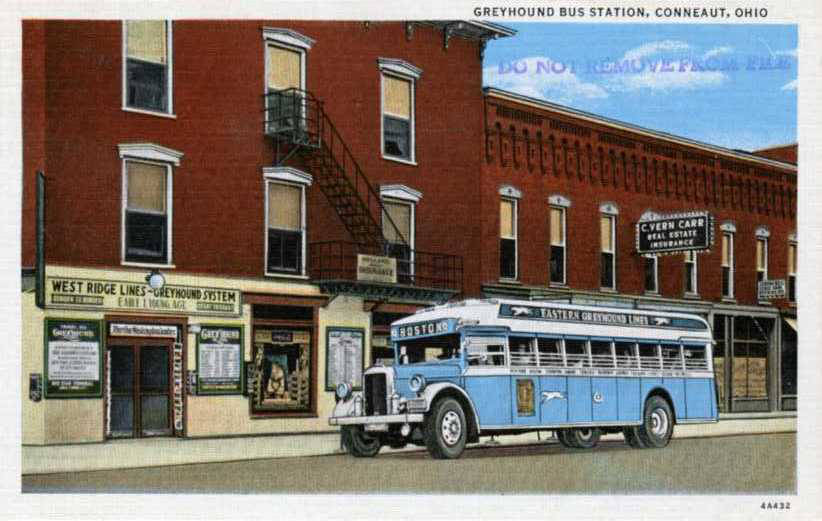
1930年的灰狗巴士

灰狗巴士經營範圍亦包括墨西哥。 2021年5月，灰狗撤出加拿大市場。

## 其他
在台灣，台汽客運與民營化後的國光客運之「國光號」客運車輛因與灰狗巴士公司使用車種相同，且亦是製造車廠美西艾（MCI）過去母公司，而在援引連結時以訛傳訛稱作「灰狗巴士」。

## 外部連結

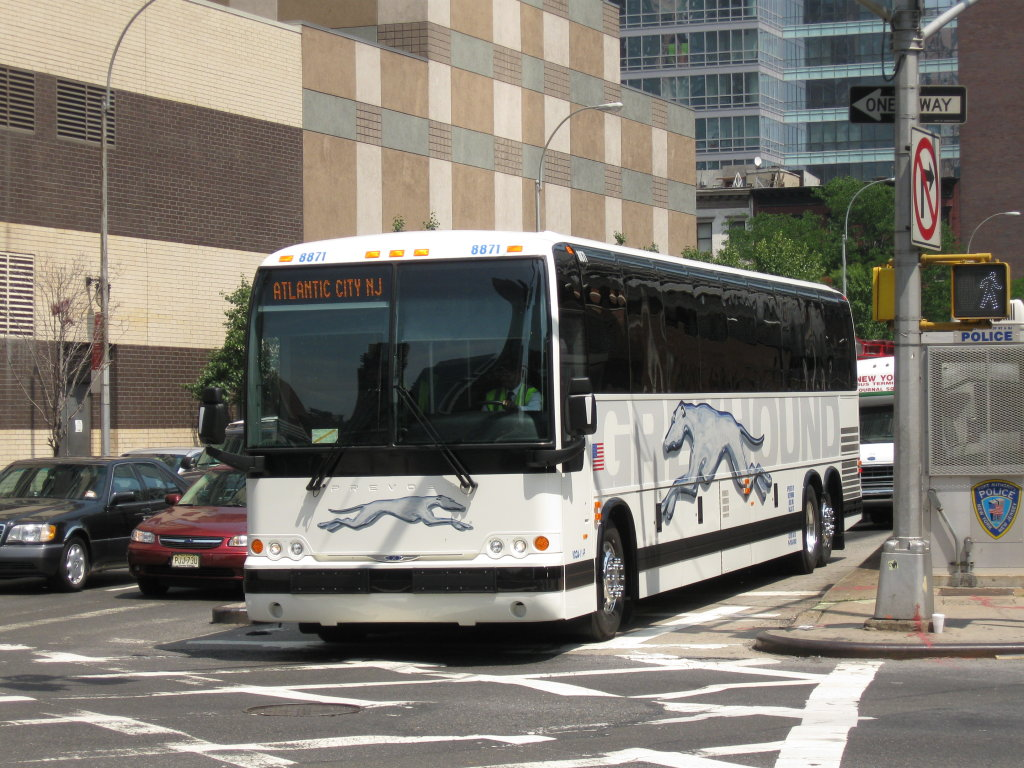
灰狗巴士

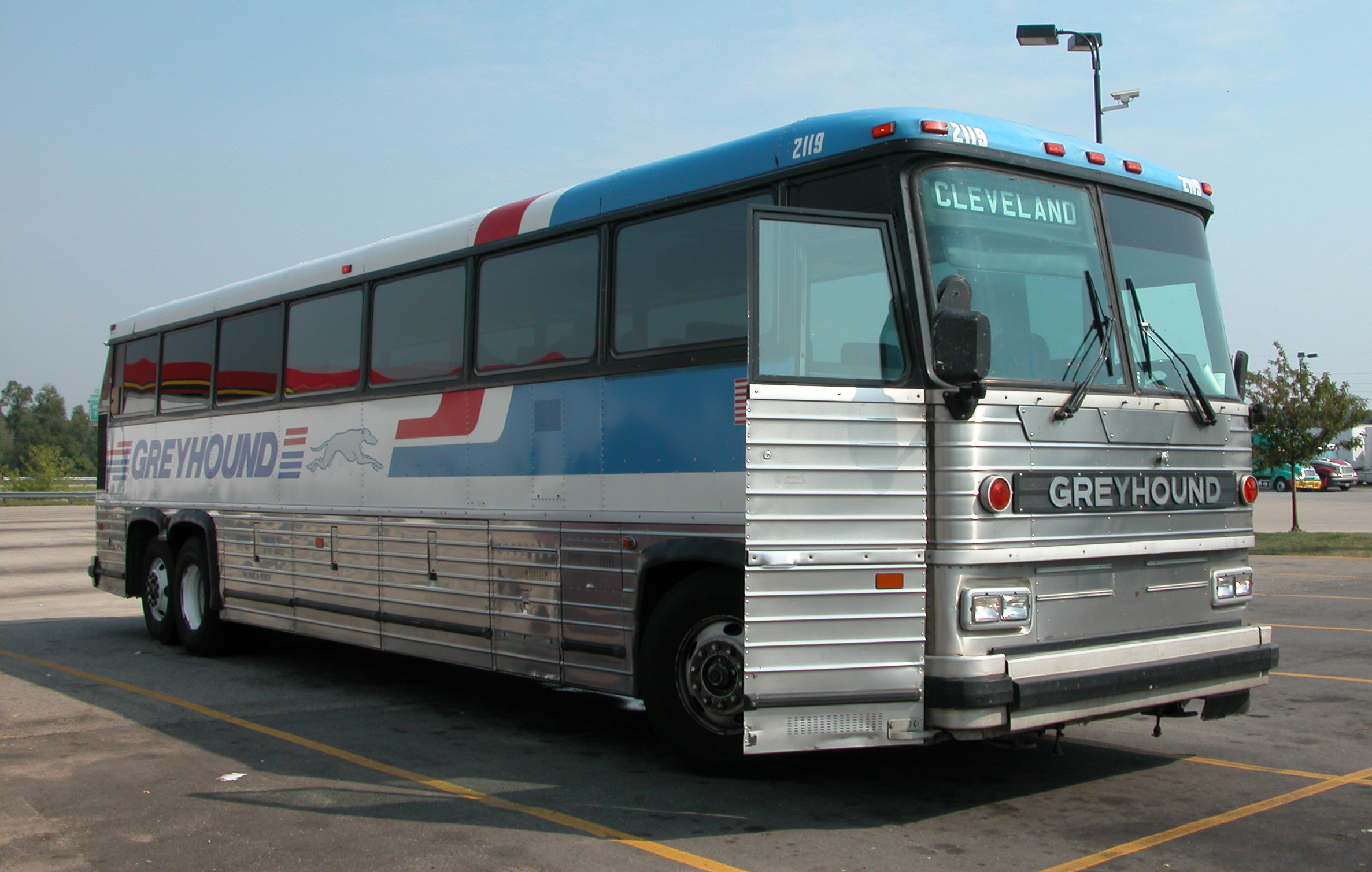
創立於1914年的灰狗巴士是北美規模最龐大的城際巴士經營業者，也是該領域最知名的品牌之一。

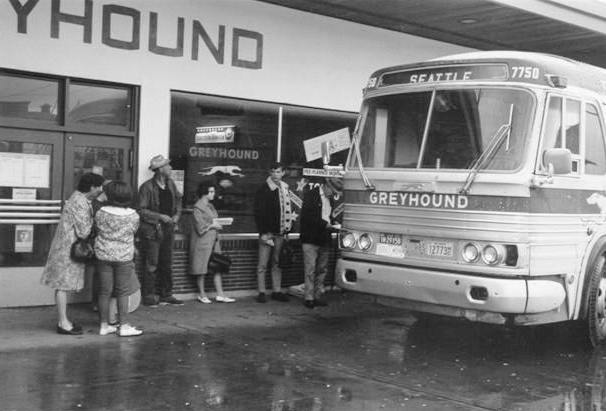
1965年

- Greyhound Lines home page
- Greyhound lines, non-flash homepage
- Greyhound Canada （页面存档备份，存于） （页面存档备份，存于）
- Greyhound Mexico （页面存档备份，存于）
- Greyhound Lines timetable
- 美國華人巴士低價打敗“灰狗” （页面存档备份，存于）
- 灰狗巴士公司推出全新紐約華埠專車服務 （页面存档备份，存于）